# Уједињење Њемачке 1871.
Уједињење Њемачке у политички и управно интегрисану националну државу званично је дошло 18. јануара 1871. године у Галерији огледала у Версајском дворцу у Француској. Владари њемачких држава, изузев Аустрије, окупили су се у Версају како би пруског краља Вилхелма I прогласили њемачким царем (кајзером) након француског пораза у Француско-пруском рату. Незванично, дефакто прелазак већине њемачког говорног становништва у федералну организацију држава развијала се већ неко вријеме кроз званичне и незваничне савезе између владара. Сопствени интерес различитих страна отежавао је поступак кроз скоро један вијек аутократским експеримената, почевши од доба Наполеоновских ратова, што је довело до распада Светог римског царства њемачког народа 1806. године, као и накнадни пораст њемачког национализма.
Уједињење је било изложено тензијама због религијских, лингвистичких, друштвених и културних разлика међу становницима нове нације, указујући на то да је 1871. година представљала само један тренутак у континууму великог процеса уједињења. Цар Светог римског царства је често називан „царем свих Нијемаца”. У царству, племство је често називано „владари Њемачке” или „владари Нијемаца” — земље које су некада носиле назив Источна Франачка биле су организоване као ситна краљевства још од времена прије Карла Великог (800. година). На планинским предјелима великог дијела територије, изоловани народи су развијали културне, образовне, лингвистичке и религијске разлике у тако дугом временском периоду. До 19. вијека, унапређење саобраћаја и комуникација довело је до зближавања ових подручја.
Свето римско царство њемачког народа, које је укључивало више од 500 независних држава, потпуно се распало када је цар Франц II абдицирао 6. августа 1806. током Рата треће коалиције. Упркос правном, управом и политичком поремећају које је настало распадом Царства, народи из њемачких говорних области старог Царства имали су заједничку лингвистичку, културну и правну традицију која је додатно побољшана њиховим заједничким искуствима у Француским револуционарним ратовима и Наполеоновским ратовима. Европски либерализам дао је интелектуалну основу за уједињење изазивајући династичке и апсолутистичке моделе друштвене и политичке организације; либерална њемачке манифестација наглашавала је значај традиције, образовање и лингвистичког јединства народа у географском подручју. Привредно, стварање пруског Цолверајна (трговачког савеза) 1818. године и његово накнадно проширење укључивањем других њемачких држава Њемачке конфедерације, смањило је конкуренцију између и унутар држава. Са појавом различитих видова саобраћаја олакшана су послова и рекреативна путовања, што је довело до контакта и понекад сукоба између говорника њемачког језика широм средње Европе.
Модел дипломатских сфера утицаја која је настао на Бечком конгресу 1814—1815. године након Наполеоновских ратова повећао је аустријску доминацију у средњој Европи. Преговарачи у Бечу нису у обзир узимали надолазећу снагу Пруске међу њемачким државама и зато није предвиђено да ће Пруска настојати преузме руководство над њемачким државама. Овај њемачки дуализам дао је два рјешења за проблем уједињења: малоњемачко рјешење, тј. Њемачка без Аустрије, и великоњемачко рјешење, тј. Њемачка са Аустријом у свом саставу.
Историчари воде расправе о томе да ли је главни план Ота фон Бизмарка — министар-предсједник Пруске — био да прошири 1866. године Сјеверноњемачку конфедерацију на остале независне њемачке државе у јединствени субјекат или да прошири моћ Пруске. Ти су фактори, поред Бизмаркове Реалполитике, довели до окупљања савремених субјеката како би се реорганизовале политичке, привредне, војне и дипломатске везе у 19. вијеку. Реакције на дански и француски национализам обезбједиле су фокус на изражавање њемачког јединства. Војни успјеси — нарочито пруски — у три регионална рата генерисали су одушевљење и понос који су политичари искористили за промовисање уједињења. Овим искуством поновљена је успомена на заједничко достигнуће у Наполеоновским ратовима, нарочито у Рату шесте коалиције 1813—1814. године. Са успостављањем Њемачке без Аустрије, политичко и управно уједињење 1871. године је барем привремено ријешило проблем дуализма.

## Политичко и управно уједињење
Новонастало Њемачко царство чинило је 25 држава, од чега су три била ханзетски градови. Спроведено је малоњемачко рјешење које није укључивало Аустрију, умјесто великоњемачког рјешења које је укључивало и Аустрију. Уједињење различитих држава у једну нацију захтијевало је више од појединих војних побједа, колико год да су оне утицале на морал. Такође је оно било премишљање о политичком, друштвеним и културном стању и изградњи нових метафора о „нама” и „њима”. Ко су били нови чланови ове нове нације? За шта су се залагали? Како су се организовали?

### Конститутивне државе
Иако је често окарактерисана као федерација монархија, Њемачко царство, строго говорећи, било је сачињено од 26 држава.
|                              | \| Државе \| Државе \| Пријестоница \| \| ---------------------------- \| --------------------------- \| ------------- \| \| Краљевства \| \| \| \| \| Пруска \| Берлин \| \| \| Баварска \| Минхен \| \| \| Саксонија \| Дрезден \| \| \| Виртемберг \| Штутгарт \| \| Велика војводства \| \| \| \| \| Баден \| Карлсруе \| \| \| Хесен \| Дармштат \| \| \| Мекленбург-Шверин \| Шверин \| \| \| Мекленбург-Штрелиц \| Нојштрелиц \| \| \| Олденбург \| Олденбург \| \| \| Саксен-Вајмар-Ајзенах \| Вајмар \| \| Војводства \| \| \| \| \| Анхалт \| Десау \| \| \| Брауншвајг \| Брауншвајг \| \| \| Сакс-Алтенбург \| Алтенбург \| \| \| Сакс-Кобург и Гота \| Кобург \| \| \| Сакс-Мајнинген \| Мајнинген \| \| Кнежевине \| \| \| \| \| Липе \| Детмолд \| \| \| Ројс-Гера (млађа линија) \| Гера \| \| \| Ројс-Грајц (старија линија) \| Грајц \| \| \| Шаумбург-Липе \| Бикебург \| \| \| Шварцбург-Рудолштадт \| Рудолштадт \| \| \| Шварцбург-Зондерсгаузен \| Зондерсгаузен \| \| \| Валдек и Пирмонт \| Аролзен \| \| Слободни и ханзетски градови \| \| \| \| \| Бремен \| \| \| \| Хамбург \| \| \| \| Либек \| \| \| Царске земље \| \| \| \| \| Алзас-Лорена \| Стразбур \| |               |
| Државе                       | Државе | Пријестоница  |
| Краљевства                   | |               |
|                              | Пруска | Берлин        |
|                              | Баварска | Минхен        |
|                              | Саксонија | Дрезден       |
|                              | Виртемберг | Штутгарт      |
| Велика војводства            | |               |
|                              | Баден | Карлсруе      |
|                              | Хесен | Дармштат      |
|                              | Мекленбург-Шверин | Шверин        |
|                              | Мекленбург-Штрелиц | Нојштрелиц    |
|                              | Олденбург | Олденбург     |
|                              | Саксен-Вајмар-Ајзенах | Вајмар        |
| Војводства                   | |               |
|                              | Анхалт | Десау         |
|                              | Брауншвајг | Брауншвајг    |
|                              | Сакс-Алтенбург | Алтенбург     |
|                              | Сакс-Кобург и Гота | Кобург        |
|                              | Сакс-Мајнинген | Мајнинген     |
| Кнежевине                    | |               |
|                              | Липе | Детмолд       |
|                              | Ројс-Гера (млађа линија) | Гера          |
|                              | Ројс-Грајц (старија линија) | Грајц         |
|                              | Шаумбург-Липе | Бикебург      |
|                              | Шварцбург-Рудолштадт | Рудолштадт    |
|                              | Шварцбург-Зондерсгаузен | Зондерсгаузен |
|                              | Валдек и Пирмонт | Аролзен       |
| Слободни и ханзетски градови | |               |
|                              | Бремен |               |
|                              | Хамбург |               |
|                              | Либек |               |
| Царске земље                 | |               |
|                              | Алзас-Лорена | Стразбур      |

### Политичка структура
Устав Сјеверноњемачке конфедерације 1866. године постао је Устав Њемачког царства. Са овим уставом нова Њемачка је стекла неке демократске одлике: нарочито Рајхстаг, који је — насупрот скупштине Пруске — представљао грађане на основу непосредног и једнаког избора бирачког тијела кога су чинили сви мушкарци старији од 25 година. Шта више, избори су углавном били без подвала, изазивајући понос у националној скупштини. Међутим, законодавно тијело је захтијевало сагласност Бундесрата, федералног савјета заступника из свих држава, у коме је Пруска имала снажан утицај; Пруска је могла именовати 17 од 58 заступника, од чега је само 14 гласова било потребно за вето. Пруска је тако вршила утицај у оба тијела, а извршну власт је имао пруски краљ као Кајзер, који је постављао федералног канцелара. Канцелар је искључиво одговарао и у потпуности служио Кајзеру. Званично, канцелар је дјеловао као кабинет сачињен од једног човјека и био је одговоран за вођење свих државних послова; у пракси, државни секретари (бирократски високи званичници задужени за области као што су финансије, рат, спољни послови итд) дјеловали су као незванични портфељски министри. Са изузетком од раздобља 1872—1873. и 1892—1894, канцелар је истовремено био први министар царског династичког хегемонског краљевства, Пруске. Рајхстаг је имао овлашћења да усвоји, измјени или одбије расправе, али није могла покренути усвајање (овлашћење за покретање усвајања закона имао је канцелар). Друге државе су задржале властите владе, али су војне снаге мањих држава пале под пруску контролу. Војне снаге већих држава (као што су Баварска и Саксонија) су задржале неку аутономију, али су биле изложене значајним реформама како би се координисале са пруским војним принципима и стале под контролу федералне владе у вријеме рата.

### Историјски аргумент и друштвена анатомија
Зондервег хипотеза потешкоће Њемачке у 20. вијеку приписује слабим политичким, правним и привредним основама новооснованог царства. Пруска земљопосједничка елита, Јункери, задржала је знатан дио политичке моћи у новој држави. Зондервег хипотеза њиховој снази приписује одсуство револуционарног напретка средње класе, или сељака у комбинацији са градским радницима, 1848. и поново 1871. године. Недавна истраживања улоге велике буржоазије — која укључује банкаре, трговце, индустријалце и предузетнике — у изградњи нове државе у великој мјери побија тврдње политичке и привредне доминације Јункера као друштвене скупине. Ова новија научна истраживања истичу значај трговачких класа Ханзетских градова и индустријског руководства (нарочито важно у Рајни) у развоју Њемачког царства.
Додатне студије различитих скупина у Вилхелмовој Њемачкој су доприњеле новом погледу на тај период. Иако су Јункери, заправо, наставили да контролишу официрски корпус, они нису доминирали друштвеним, политичким и привредим питањима као што то каже Зондервег хипотеза. Јункери на истоку су имали против тежу у буржујима на западу, као и у све већој стручној класи у виду бирократа, учитеља, професора, љекара, адвоката, научника итд.